# گروه هنر ملی
گروهِ هنرِ ملّی یک گروهِ نمایشِ ایرانی بود که از سالِ ۱۳۳۵ تا حدودِ ۱۳۵۷ رسماً فعّال بود و نمایش‌های فراوانی اغلب از نویسندگانِ ایرانی به نمایش درآورد. سرپرستِ گروهِ هنرِ ملّی عبّاس جوانمرد بود.

## اعضا
- شاهین سرکیسیان
- عباس جوانمرد
- بهرام بیضایی
- علی نصیریان
- منوچهر انور
- عنایت‌الله بخشی
- کورس سلحشور
- محمود دولت‌آبادی
- بهزاد فراهانی
- جمشید لایق
- خسرو شکیبایی
- فردوس کاویانی
- عزیزالله هنرآموز
- هادی اسلامی
- نصرت پرتوی
- حسن خیاط‌باشی
- منوچهر آذری
- فهیمه رحیم‌نیا
- عزت‌الله رمضانی‌فر
- فیروز بهجت‌محمدی
- اسماعیل پوررضا
- حسین کسبیان
- بیژن مفید
- بهمن مفید

## گروهِ دوّمِ هنرِ ملّی
گروهِ دوّم از اواخرِ دههٔ ۱۳۴۰ تأسیس شد و سرپرستیش با بهرام بیضایی بود.